# Dubai Tennis Championships 2001 - Qualificazioni doppio maschile
Le qualificazioni del doppio maschile del Dubai Tennis Championships 2001 sono state un torneo di tennis preliminare per accedere alla fase finale della manifestazione. I vincitori dell'ultimo turno sono entrati di diritto nel tabellone principale. In caso di ritiro di uno o più giocatori aventi diritto a questi sono subentrati i lucky loser, ossia i giocatori che hanno perso nell'ultimo turno ma che avevano una classifica più alta rispetto agli altri partecipanti che avevano comunque perso nel turno finale.
Le qualificazioni del doppio del torneo Dubai Tennis Championships 2001 prevedevano 4 coppie partecipanti di cui una è entrata nel tabellone principale.

## Teste di serie
1. Marius Barnard /  Andrej Ol'chovskij (Qualificati)

1. Thomas Johansson /  Magnus Norman (primo turno)

## Tabellone

### Legenda
| - Q = Qualificato - WC = Wild card - LL = Lucky loser | - ALT = Alternate - SE = Special Exempt - PR = Protected Ranking | - w/o = Walkover - r = Ritirato - d = Squalificato |

|  | Primo turno | Primo turno                           | Primo turno                           | Primo turno | Primo turno |  |  | Ultimo turno | Ultimo turno                      | Ultimo turno | Ultimo turno | Ultimo turno |  |
|  |             |                                       |                                       |             |             |  |  |              |                                   |              |              |              |  |
|  | 1           | Marius Barnard Andrej Ol'chovskij     | Marius Barnard Andrej Ol'chovskij     | 6           | 6           |  |  |              |                                   |              |              |              |  |
|  |             | Juan Carlos Ferrero Pedro Rico Garcia | Juan Carlos Ferrero Pedro Rico Garcia | 1           | 4           |  |  | 1            | Marius Barnard Andrej Ol'chovskij | 7            | 64           | 6            |  |
|  |             | Lars Burgsmüller Tuomas Ketola        | 65                                    | 6           | 6           |  |  |              | Lars Burgsmüller Tuomas Ketola    | 6            | 7            | 3            |  |
|  | 2           | Thomas Johansson Magnus Norman        | 7                                     | 3           | 4           |  |  |              |                                   |              |              |              |  |